# Marabut
Marabut is een gemeente in de Filipijnse provincie Samar op het gelijknamig eiland Samar. Bij de laatste census in 2007 had de gemeente bijna 14 duizend inwoners.

## Geografie

### Bestuurlijke indeling
Marabut is onderverdeeld in de volgende 24 barangays:
| - Amambucale - Amantillo - Binukyahan - Caluwayan - Canyoyo - Catato Pob. - Ferreras - Legaspi - Lipata - Logero - Mabuhay - Malobago | - Odoc - Osmeña - Panan-awan - Pinalanga - Pinamitinan - Roño - San Roque - Santa Rita - Santo Niño Pob. - Tagalag - Tinabanan - Veloso |

## Demografie
Marabut had bij de census van 2007 een inwoneraantal van 13.745 mensen. Dit zijn 1.410 mensen (11,4%) meer dan bij de vorige census van 2000. De gemiddelde jaarlijkse groei komt daarmee uit op 1,50%, hetgeen lager is dan het landelijk jaarlijks gemiddelde over deze periode (2,04%). Vergeleken met de census van 1995 is het aantal mensen met 3.390 (32,7%) toegenomen.

De bevolkingsdichtheid van Marabut was ten tijde van de laatste census, met 13.745 inwoners op 143,55 km², 95,8 mensen per km².